# Paul Hébert (musicien)
 (juillet 2019).
Si vous disposez d'ouvrages ou d'articles de référence ou si vous connaissez des sites web de qualité traitant du thème abordé ici, merci de compléter l'article en donnant les références utiles à sa vérifiabilité et en les liant à la section « Notes et références ».
Pour les articles homonymes, voir Paul Hébert et Hébert.
Paul Hébert, né le 26 juillet 1971, est un musicien canadien. C'est l'une des rares références francophones dans le style bluegrass. En 2007, le journal L'Acadie nouvelle l'a surnommé « le roi du bluegrass ».

## Biographie
Originaire de Rogersville, Nouveau-Brunswick, (Canada), à mi-chemin entre la péninsule acadienne et Moncton, Paul Hébert descend d'une famille de passionnés de la musique. Initié tout d'abord à la guitare, il joue surtout la musique traditionnelle. Plus tard, il apprend et maîtrise la mandoline qui devient souvent son instrument principal lors des spectacles.
Finaliste au Gala de la chanson de Caraquet en 1995 dans la catégorie auteur-compositeur-interprète et en 1996 pour la chanson primée au même gala, il continue au fil des ans à peaufiner son art et réalise en 2001 un premier album, Ravages du temps, totalement auto-produit.
En novembre 2007, Paul lance son deuxième album français, Les pauvres riches, et reçoit le Prix Rideau-Acadie.
Paul Hébert a eu la chance de pouvoir, sur son deuxième album, enregistrer avec deux notoriétés du Bluegrass. Ray Legere à la mandoline et Sammy Shelor au banjo.
La belle mandoline de Paul a été réalisée par un luthier de la Nouvelle-Écosse, Paul Josey.
Paul est un habitué de l'émission Pour l'amour du country présentée sur Radio-Canada et ARTV.